# 伊登鎮區 (密歇根州梅森縣)
伊登鎮區（英語：Eden Township）是位於美國密歇根州梅森縣的一個行政鎮區。

## 地方資料
伊登鎮區的面積為92.90平方千米，當中陸地面積為91.71平方千米，而水域面積為1.19平方千米。根據2020年美國人口普查的數據，當地共有人口580人，而人口密度為每平方千米6.24人。